# Maison de Schleswig-Holstein-Sonderbourg-Glücksbourg (branche ainée)
La maison de Schleswig-Holstein-Sonderbourg-Glücksbourg est une branche de la maison de Schleswig-Holstein-Sonderbourg, elle-même branche de la maison d'Oldenbourg, qui exista de 1622 à 1779.

## Historique

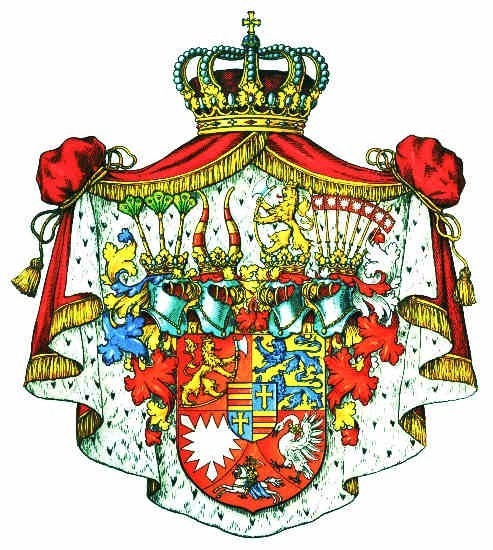
Armoiries des ducs de Schleswig-Holstein-Sonderbourg-Glücksbourg.

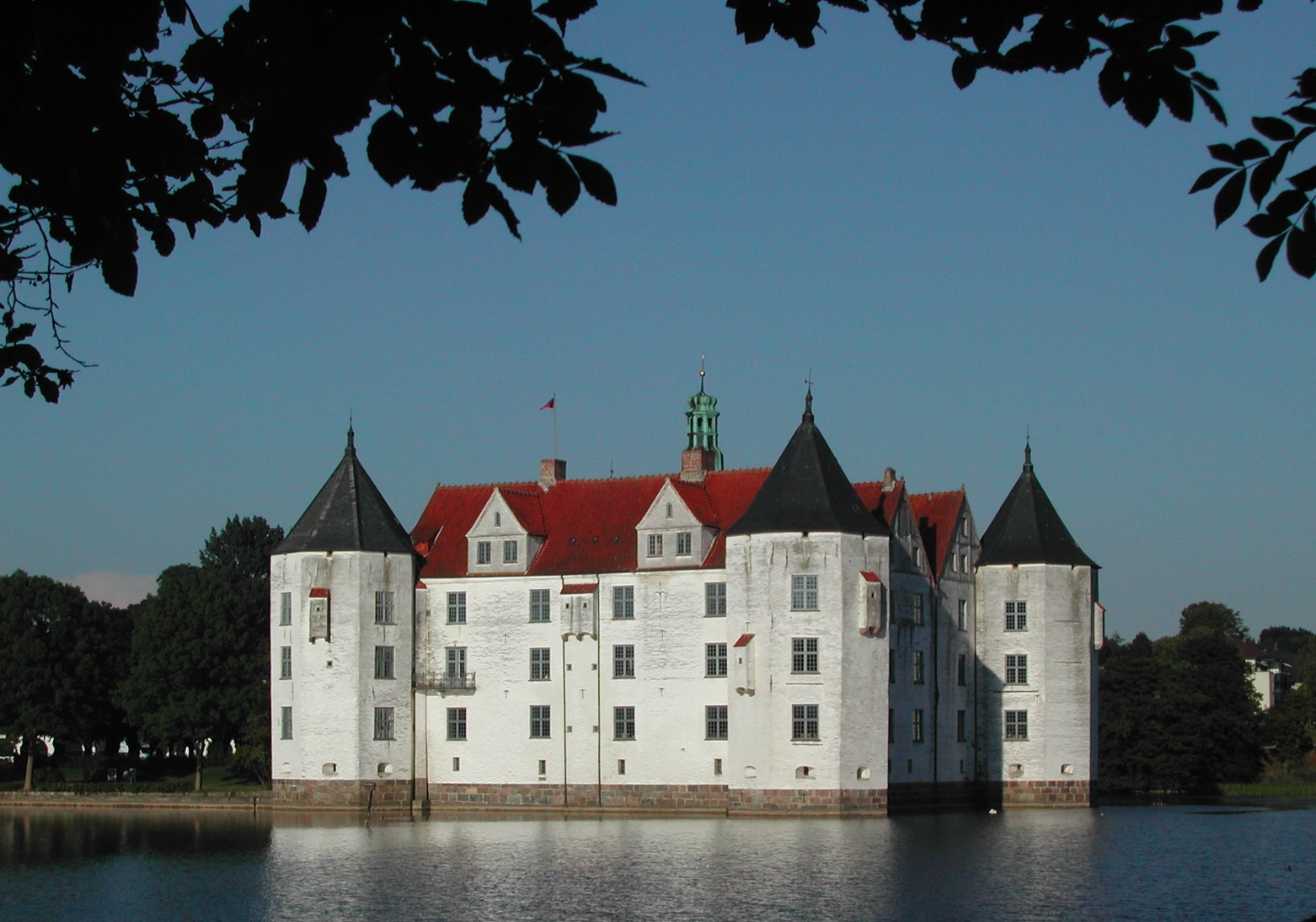
Le château de Glücksbourg au Schleswig-Holstein, résidence des branches familiales éponymes.

La lignée fut fondée par le duc en partition Philippe de Schleswig-Holstein-Sonderbourg-Glücksbourg (1584–1663) et le nom du château de Glücksbourg, où il avait sa résidence, lui fut donné.
Les membres de cette branche portèrent le titre de ducs de Schleswig-Holstein, mais ne furent jamais ducs régnants.
Quelques années après la mort de Fréderic Guillaume Henry (1766-1779), le titre revint, sur décision du roi Frédéric VI de Danemark, à Frédéric-Guillaume de Schleswig-Holstein-Sonderbourg-Glücksbourg, qui fonda la branche cadette des Schleswig-Holstein-Sonderbourg-Glücksbourg.

## Ducs
| Règne     | Nom                                  | Détail                 |
| --------- | ------------------------------------ | ---------------------- |
| 1622–1663 | Philippe (1584-1663)                 | fondateur de la lignée |
| 1663–1698 | Christian (1627-1698)                | fils du précédent      |
| 1698–1729 | Philippe-Ernest (1673-1729)          | fils du précédent      |
| 1729–1766 | Frédéric (1701-1766)                 | fils du précédent      |
| 1766–1779 | Fréderic Guillaume Henry (1747-1779) | fils du précédent      |